# Змейовски проход
Змейовският проход (до 29 юни 1942 г.: Дервентски проход, до 5 януари 1946 г.: Старозагорски проход) е планински проход (седловина) в централната част на Сърнена Средна гора, в Община Мъглиж и Община Стара Загора, област Стара Загора. Новото име на прохода е свързано с близкото село Змейово.
Проходът е с дължина 13,7 km и надморска височина на седловината – 459 m. Свързва южната част на Казанлъшката котловина при село Ягода на север със северната част на Старозагорското поле при град Стара Загора на юг.
Проходът започва на 311 m н.в. западно село Ягода, насочва на юг, нагоре по северния склон на Сърнена Средна гора и след 5,5 km достига седловината при 459 m н.в. малко преди разклона за село Змейово. От там започва спускане по южния склон на Сърнена Средна гора, по долината на река Бедечка (ляв приток на Сазлийка) и след 7,2 km в най-северната част на град Стара Загора завършва на 256 m н.в.
През него преминава участък от 13,7 km от първокласния Републикански път I-5 (от km 212,9 до km 225,6) Русе – Велико Търново – Габрово – Стара Загора – Хасково – Кърджали – ГКПП Маказа - Нимфея. Поради ниската си надморска височина, стратегическото му значение и усиления трафик пътят се поддържа целогодишно за преминаване на МПС. От него надясно (на запад) след седловината се отклонява Републикански път III-5008 за село Пряпорец и наляво (на изток) – общински път за село Змейово.
Успоредно на шосето преминава и участък (между спирка Ягода и гара Стара Загора) от трасето на жп линията Русе – Горна Оряховица – Стара Загора – Димитровград – Подкова.

## Топографска карта
- Лист от карта K-35-52. Мащаб: 1 : 100 000.